# Antiblemma linens
Antiblemma linens là một loài bướm đêm trong họ Erebidae.